# Chipre
Chipre (em grego: Κύπρος; romaniz.: Kýpros pronunciado: [ˈkipros]; em turco: Kıbrıs pronunciado: [ˈkɯbɾɯs]), oficialmente República de Chipre (em grego: Κυπριακή Δημοκρατία; romaniz.: Kypriakí Dimokratía; em turco: Kıbrıs Cumhuriyeti) é um país insular no leste do mar Mediterrâneo, ao largo das costas da Síria e Turquia. Chipre é a terceira maior e mais populosa ilha no Mediterrâneo e um Estado-membro da União Europeia desde 2004. Ele está localizado ao sul da Turquia, a oeste da Síria e do Líbano, a noroeste de Israel, ao norte do Egito e a leste da Grécia.
A mais antiga atividade humana conhecida na ilha data do 10º milênio a.C.. Vestígios arqueológicos deste período incluem a aldeia neolítica bem preservada de Choirokoitia e o Chipre é o lar de alguns dos poços de água mais antigos do mundo. O país foi colonizado por gregos micênicos em duas ondas no segundo milénio a.C. Como uma localização estratégica no Oriente Médio, a ilha foi posteriormente ocupada por várias grandes potências, como os impérios de assírios, egípcios e persas, de quem o território foi anexado em 333 a.C. por Alexandre, o Grande. O país depois foi dominado pelo Egito ptolemaico, pelo Império Romano e pelo Império Romano do Oriente, por califados árabes por um curto período, pela dinastia francesa de Lusinhão e pelos venezianos, seguido por mais de três séculos de domínio otomano, entre 1571 e 1878 (de jure até 1914).
Chipre foi colocado sob administração britânica com base na Convenção de Chipre em 1878 e formalmente anexado pelo Império Britânico em 1914. Em 1960, Chipre, Grécia e o Reino Unido assinam um tratado que declara a independência da ilha, ficando os britânicos com a soberania das bases de Acrotíri e Deceleia. Makarios assume a presidência, mas a constituição indicava que os turco-cipriotas ficariam com a vice-presidência, com poder de veto, o que dificultou o funcionamento do governo. Isso afetou as relações entre greco-cipriotas e turco-cipriotas, desembocando em explosões de violência interétnica em 1963 e 1967. Em 15 de julho de 1974, um golpe pró-helênico depôs o governo legítimo, provocando uma reação da Turquia: utilizando-se da suposta defesa dos interesses dos turco-cipriotas, invadiu e até hoje ocupa militarmente a parte norte da ilha — ocupação esta que já fora declarada ilegal pelo Conselho de Segurança da ONU, cujas resoluções ordenavam a retirada imediata das tropas turcas, e que nunca foi reconhecida pela comunidade internacional, principalmente depois que o Chipre tornou-se membro da União Europeia. Esta foi a origem da República Turca de Chipre do Norte, um Estado de facto que só é reconhecido pela Turquia e pela Organização para a Cooperação Islâmica. Com isso, a República de Chipre passou a ser dividida de facto em duas partes principais; a área sob o controle efetivo da República, que compreende cerca de 59% da área da ilha, e o norte, administrado pela autodeclarada República Turca do Norte de Chipre, e que cobre cerca de 36% da área da ilha.  
A República de Chipre tem, portanto, soberania de jure sobre toda a ilha de Chipre e suas águas circundantes de acordo com o direito internacional, exceto pelo território ultramarino britânico de Acrotíri e Deceleia, administrado como zonas de soberania do Reino Unido. O país é um importante destino turístico no Mediterrâneo. Com uma economia de alta renda e um alto Índice de Desenvolvimento Humano (IDH) muito elevado, a República de Chipre é um membro da Commonwealth desde 1961 e foi membro fundador do Movimento de Países Não Alinhados, até que aderiu à UE em 1 de maio de 2004. Em 1 de Janeiro de 2008, a República de Chipre entrou para a Zona Euro.

## Etimologia
O registro mais antigo do termo Chipre é do século XV a.C., do grego micênico, ku-pi-ri-jo, que significa "cipriota", (em grego: Κύπριος), escrito no sistema de escrita silábico linear B. A forma clássica grega do nome é Κύπρος (Kýpros).
A etimologia do nome do país ainda é desconhecida. Entre as possíveis explicações estão: a palavra grega para a árvore de cipreste Mediterrâneo (Cupressus sempervirens), κυπάρισσος (Kyparissos); o nome grego da planta henna (Lawsonia alba), κύπρος (Kypros); uma palavra da língua eteocipriota para o cobre. Georges Dossin, por exemplo, sugere que tem raízes na palavra suméria para o cobre (Zubar) ou para o bronze (Kubar), a partir dos grandes depósitos de minério de cobre encontrados na ilha. Por conta do comércio exterior, a ilha deu seu nome à palavra latina clássica para o cobre, através da frase aes Cyprium, ou "metal de Chipre", mais tarde encurtado para Cuprum.

## História

### Pré-história e Antiguidade

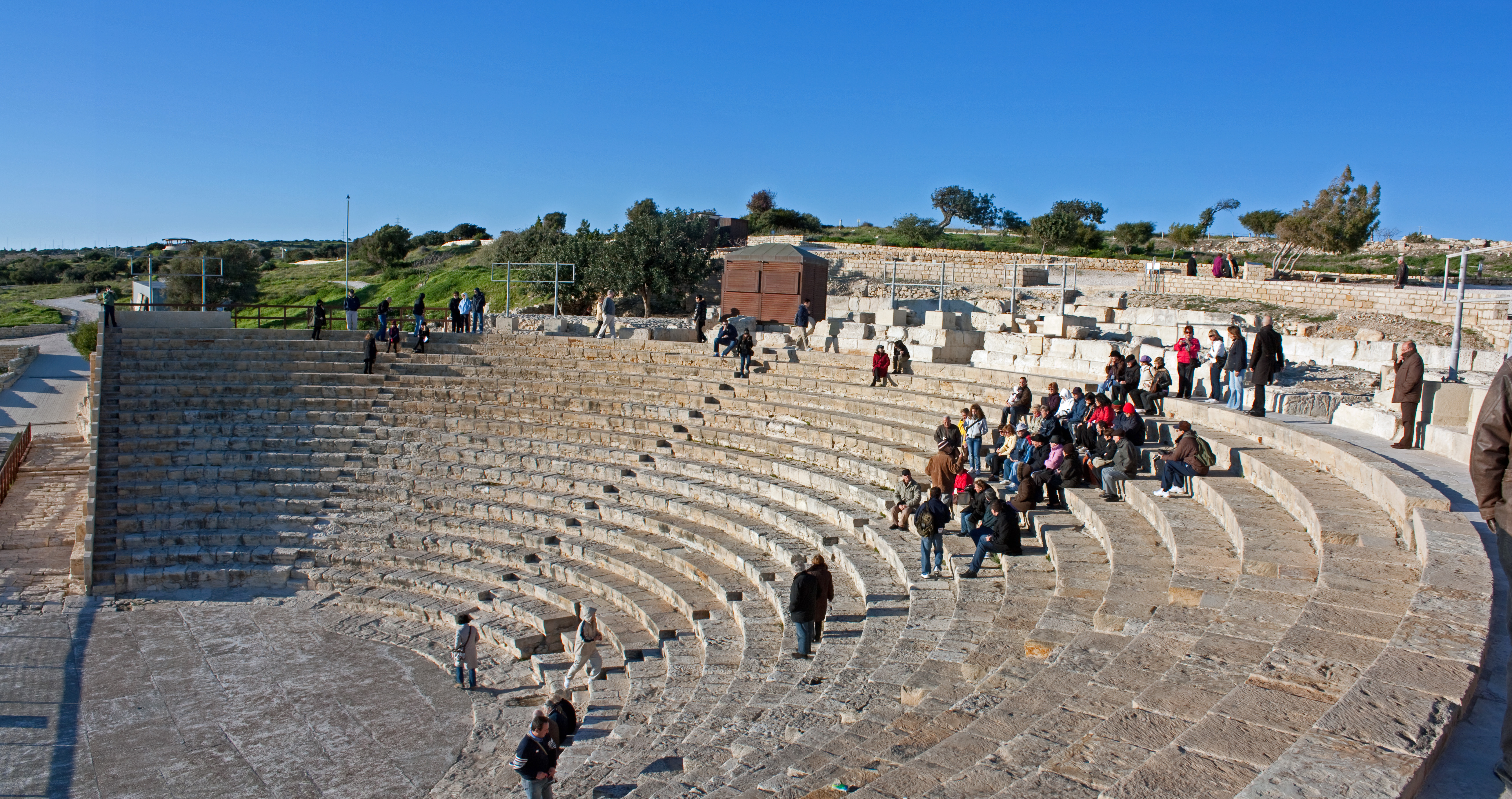
Antigo teatro romano em Cúrio

A mais antiga atividade humana registrada no Chipre é Aetokremnos, situada na costa sul, indicando que os caçadores-coletores eram ativos na ilha há cerca de 10 000 a.C., com comunidades rurais assentadas que datam de 8 200 a.C.. A chegada dos primeiros seres humanos correlaciona-se com a extinção dos hipopótamos anões e elefantes anões. Os poços de água descobertos por arqueólogos em Chipre estão entre os mais antigos do mundo, com cerca de 9 000 a 10 500 anos de idade.
Durante o final da Idade do Bronze a ilha passou por duas colonizações gregas. A primeira consistia de comerciantes gregos micênicos que começaram a visitar o Chipre por volta de 1 400 a.C.. Acredita-se que o maior assentamento grego tenha ocorrido após o colapso da Idade do Bronze da Grécia micênica entre 1100 e 1 050 a.C.. A ilha ocupa um papel importante na mitologia grega por ser o berço de Afrodite e Adonis, além da casa dos reis Cíniras, Teucro e Pigmaleão. No século VIII a.C. colônias fenícias foram fundadas na costa sul do Chipre, perto das cidades atuais de Lárnaca e Salamis.
O Chipre possui uma localização estratégica no Oriente Médio. Foi governado pela Assíria em 708 a.C., antes de um breve período sob domínio egípcio e de governo persa em 545 a.C.. Os cipriotas, liderados por Onesilo, rei de Salamina, juntaram seus aliados gregos nas cidades jônicas durante a mal sucedida Revolta Jônica em 499 a.C., contra o Império Aquemênida. A revolta foi reprimida, mas o Chipre conseguiu manter um alto grau de autonomia e permaneceu orientado ao mundo grego.
A ilha foi conquistada por Alexandre, o Grande, em 333 a.C.. Após a sua morte e a consequente divisão de seu império depois de guerras entre seus sucessores, o Chipre tornou-se parte do Império Helenístico do Egito ptolomaico. Foi durante este período que a ilha foi totalmente helenizada. Em 58 a.C., o Chipre foi anexado pela República Romana como a província de Chipre.

### Idade Média

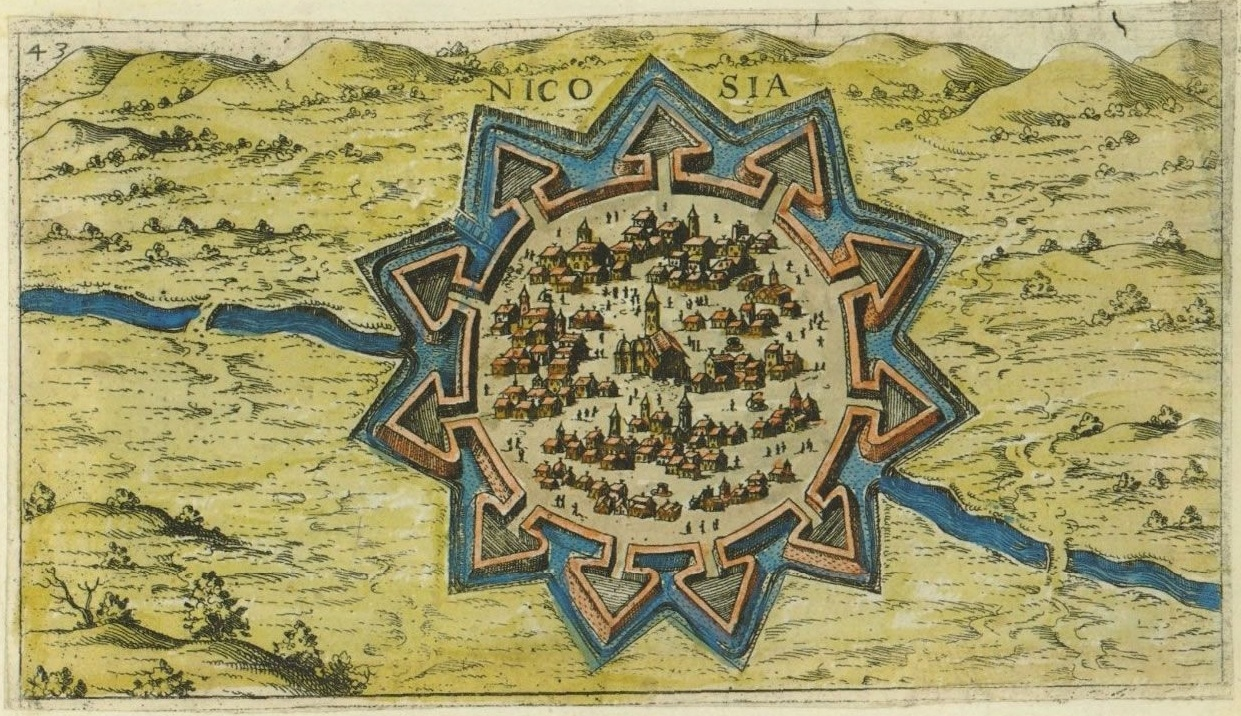
As muralhas venezianas de Nicósia foram construídas para defender a cidade de ataques do Império Otomano

Quando o Império Romano foi dividido em partes Oriental e Ocidental em 395, o Chipre tornou-se parte do Oriente Romano, ou Império Bizantino, e assim permaneceria até que as Cruzadas, cerca de 800 anos mais tarde. Sob o domínio bizantino, a orientação grega que tinha sido proeminente desde a antiguidade desenvolveu o forte caráter helenístico-cristão, que continua a ser uma característica da comunidade cipriota grega.
A partir de 649, o Chipre passou a sofrer uma série de ataques devastadores lançados pelos exércitos muçulmanos do Levante, que continuou pelos 300 anos seguintes. Muitos eram rápidos ataques de pirataria, mas outros foram ataques de larga escala em que muitos cipriotas foram mortos e grande parte da riqueza da ilha foi saqueada ou destruída. O domínio bizantino foi restaurado em 965, quando o imperador Nicéforo II Focas teve vitórias decisivas em terra e mar.
Em 1191, durante a Terceira Cruzada, Ricardo I de Inglaterra conquistou a ilha a partir do domínio de Isaac Comneno do Chipre. Ricardo usou a ilha como uma grande base de fornecimento que era relativamente segura contra os sarracenos. Um ano mais tarde, Ricardo vendeu a ilha aos Cavaleiros Templários, que, após uma sangrenta revolta, venderam-na para Guido de Lusinhão. Seu irmão e sucessor, Amalrico II, foi reconhecido como rei do Chipre por Henrique VI da Germânia.
Após a morte em 1473 de Jaime II, o último rei Lusinhão, a República de Veneza assumiu o controle da ilha, enquanto a viúva veneziana do falecido rei, a rainha Catarina Cornaro, governou a região. Veneza anexou formalmente o Reino de Chipre em 1489, após a abdicação de Catarina. Os venezianos fortificaram Nicósia através da construção das muralhas e usaram a cidade como um importante centro comercial. Durante todo o domínio veneziano, o Império Otomano invadiu o Chipre com frequência. Em 1539, os otomanos destruíram Limassol e, temendo o pior, os venezianos também fortificaram Famagusta e Cirênia.
Durante os quase quatro séculos de domínio latino, existiram duas sociedades no Chipre. A primeira consistia de nobres francos e sua comitiva, assim como mercadores italianos e suas famílias. A segunda, a maioria da população, consistia de cipriotas gregos, servos e trabalhadores. Apesar do esforço para suplantar as tradições e a cultura nativas, a tentativa não teve sucesso.

### Domínio otomano

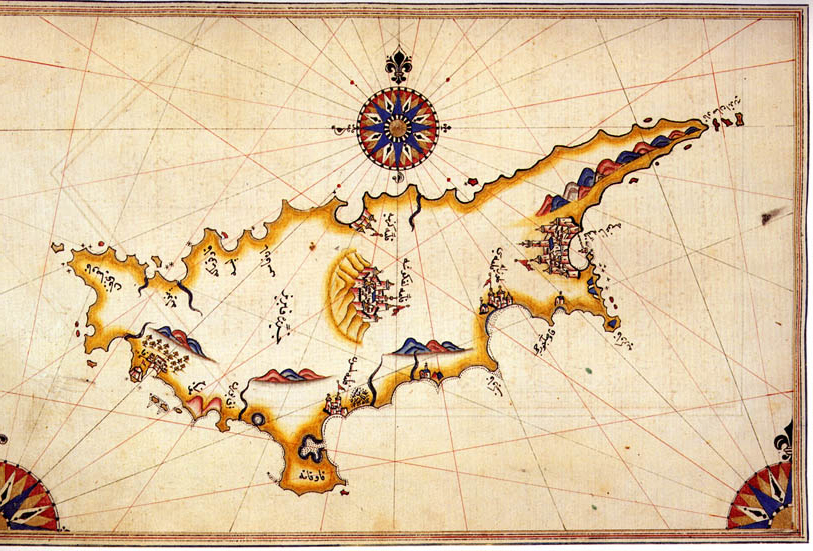
Mapa histórico do Chipre feito pelo otomano Piri Reis

Em 1570, um ataque Otomano em larga escala, com 60 mil soldados, tornou a ilha uma possessão otomana, apesar de forte resistência por parte dos habitantes de Nicósia e Famagusta. As forças otomanas capturaram Chipre e massacraram muitos gregos e habitantes cristãos armênios. A elite latina anterior foi destruída e a primeira mudança demográfica significativa desde a antiguidade ocorreu com a formação de uma comunidade muçulmana.
Os otomanos aboliram o sistema feudal anteriormente em vigor e aplicaram o sistema de millets ao Chipre, em que povos não muçulmanos eram governados pelas suas próprias autoridades religiosas. O domínio otomano de Chipre era às vezes indiferente, às vezes opressivo, dependendo dos temperamentos dos sultões e das autoridades locais, e a ilha entrou em 250 anos de declínio econômico.
Assim que a Guerra da Independência Grega eclodiu em 1821, vários cipriotas gregos foram para a Grécia para se juntar às forças gregas. Em resposta, o governador otomano do Chipre prendeu e executou 486 cipriotas gregos proeminentes, incluindo o Arcebispo do Chipre, Kyprianos e outros quatro bispos. Em 1828, o primeiro presidente da Grécia moderna, Ioannis Kapodistrias, clamou pela união do Chipre com a Grécia, e várias pequenas revoltas ocorreram. A reação ao desgoverno otomano levou a levantes de cipriotas gregos e turcos, embora nenhum tenha sido bem-sucedido. Depois de séculos de negligência por parte dos turcos, a pobreza implacável da maioria do povo e os sempre presentes cobradores de impostos alimentaram o nacionalismo grego e no início do século XX o conceito de enosis, ou a união com a Grécia recém-independente, foi firmemente enraizado entre cipriotas gregos.

### Domínio britânico

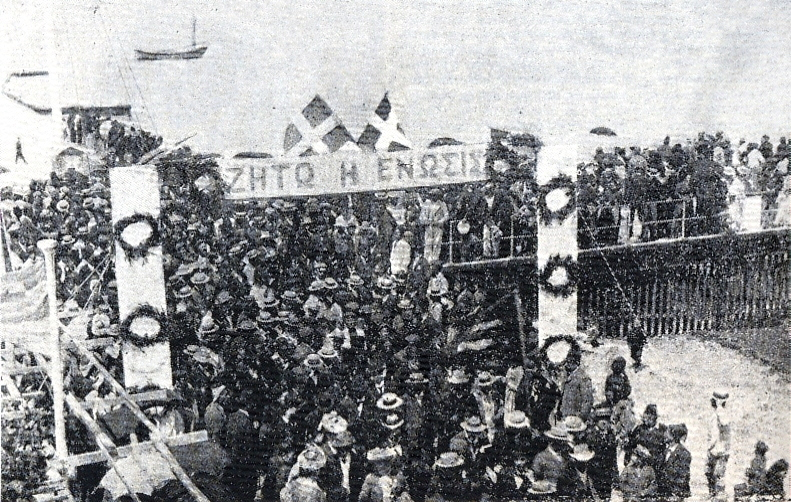
Manifestações de cipriotas gregos pela enosis (união com a Grécia) em 1930

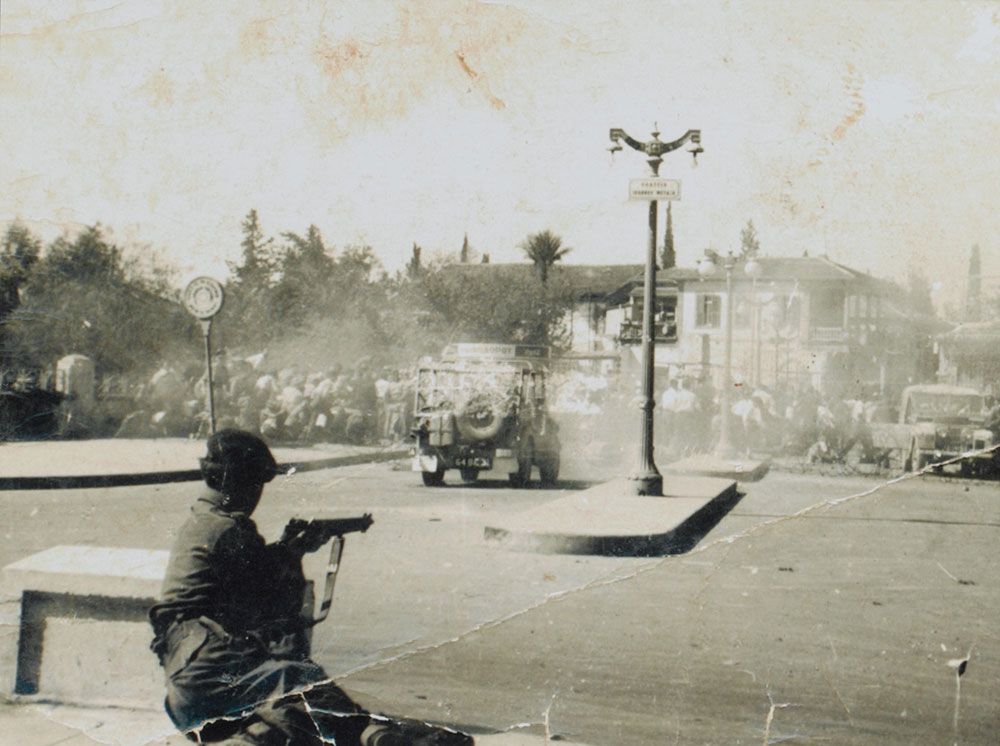
Militante do EOKA lutando contra soldados britânicos em 1956.

Após a Guerra Russo-Turca (1877-1878) e o Congresso de Berlim, o Chipre foi arrendado ao Império Britânico, que assumiu a sua administração de facto em 1878 (embora, em termos de soberania, o Chipre tenha continuado a ser um território otomano de jure até 5 de novembro de 1914, com o Egito e o Sudão) em troca de garantias de que o Reino Unido iria usar a ilha como uma base para proteger o Império Otomano contra uma possível agressão russa.
A ilha serviria como uma base militar chave para as rotas coloniais do Reino Unido. Por volta de 1906, quando o porto de Famagusta foi concluído, Chipre era um posto naval estratégico com acesso ao Canal de Suez, a principal via para a Índia, que era então a mais importante colônia do Reino Unido. Após a eclosão da Primeira Guerra Mundial e a decisão do Império Otomano de se juntar à guerra ao lado das Potências Centrais, em 5 de novembro 1914, o Império Britânico anexou formalmente o Chipre e declarou os territórios otomanos do Egito e do Sudão protetorados.
Em 1930 começam as primeiras revoltas a favor da enosis (união de Chipre com a Grécia) e, nos fins da Segunda Guerra Mundial, os greco-cipriotas aumentam a pressão para o fim do domínio britânico. O arcebispo Macário lidera a campanha pela enosis e é deportado para as Seicheles em 1956 depois duma série de atentados na ilha.

### Independência, guerra civil e invasão turca

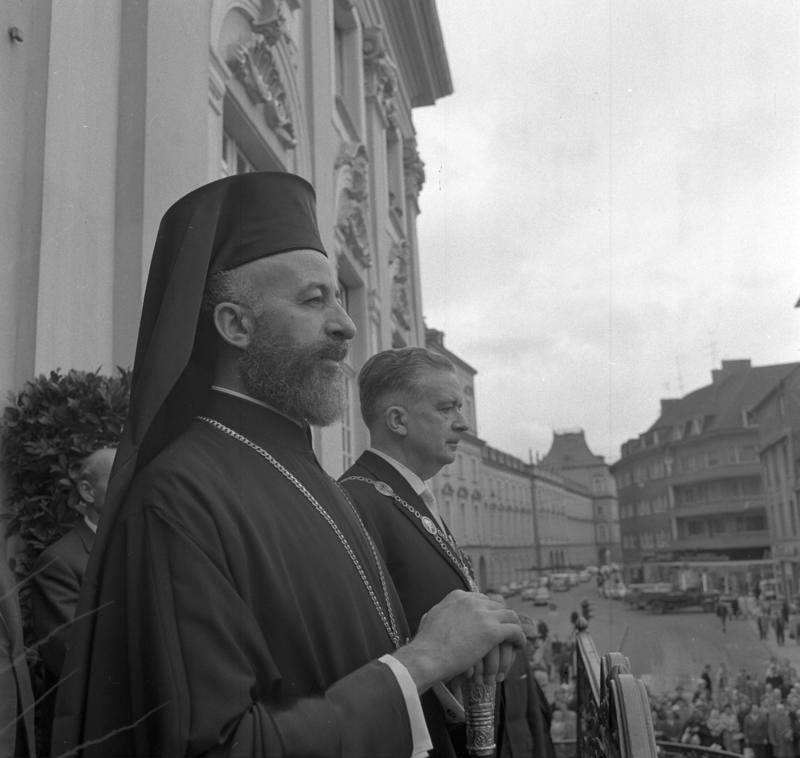
Makarios III, o primeiro presidente do Chipre

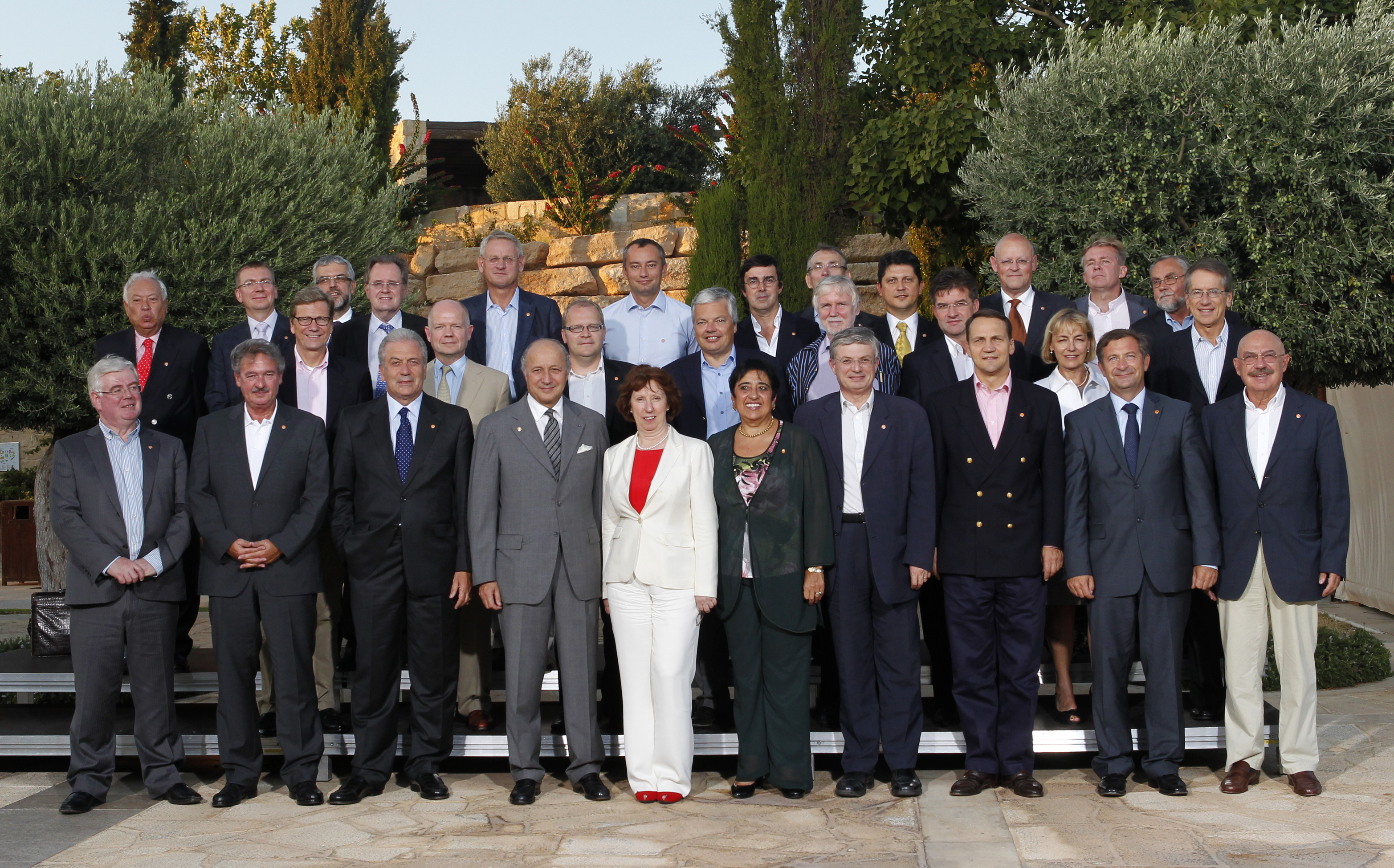
Ministros das Relações Exteriores dos Estados-membros da União Europeia reunidos em Limassol em 2012

Apesar de os cipriotas turcos representarem apenas 18% da população, a partição do Chipre e a criação de um Estado turco no norte tornou-se uma política de líderes cipriotas turcos e da Turquia na década de 1950. Os líderes turcos defendiam a anexação do Chipre à Turquia, visto que a ilha era considerada uma "extensão da Anatólia" por eles; enquanto desde o século XIX, a maioria da população cipriota grega e sua igreja ortodoxa tentava estabelecer uma união com a Grécia, que se tornou uma política nacional grega na década de 1950.
Após a violência nacionalista na década de 1950, a independência política foi concedida ao Chipre em 1960. Em 1963, um conflito de 11 anos entre as comunidades de cipriotas gregos e de cipriotas turcos deslocou mais de 25 mil cipriotas turcos e trouxe o fim da representação cipriota turca nas instituições da república. Em 15 de julho de 1974, um golpe de Estado foi encenado por nacionalistas cipriotas gregos e membros da junta militar grega em uma tentativa de enosis, a incorporação de Chipre à Grécia.
O golpe acabou por precipitar a invasão turca de Chipre, o que levou à captura do território atual do Chipre do Norte no mês seguinte, depois de um cessar-fogo fracassar e de mais de 150 mil cipriotas gregos e 50 mil cipriotas turcos terem sido deslocados de suas casas. Um Estado cipriota turco separado no norte foi criado em 1983. Esses eventos e a situação política resultante são questões de uma disputa ainda vigente.
A invasão turca, seguida da ocupação e da declaração de independência da República Turca do Norte do Chipre, foi condenada por resoluções das Nações Unidas, que foram reafirmadas anualmente pelo Conselho de Segurança. O último grande esforço para resolver a disputa de Chipre foi o Plano Annan, em 2004, elaborado pelo então secretário-geral da ONU, Kofi Annan. O plano foi submetido a um referendo, onde 65% dos cipriotas turcos votaram a favor do plano e 74% cipriotas gregos votaram contra o plano, alegando que o projeto favorecia desproporcionalmente o lado turco. No total, 66,7% dos eleitores rejeitaram plano. Em 1 de maio 2004, o Chipre aderiu à União Europeia, com outros nove países. O país foi aceito na UE como um todo, embora a legislação da comunidade europeia não seja válida para o território ocupado pela Turquia no norte, até que uma solução definitiva seja alcançada para o problema da divisão do Chipre. Em julho de 2006, a ilha serviu como um refúgio para pessoas que fugiam do Líbano, devido ao conflito entre Israel e o Hezbollah (também chamado de "Guerra de Julho").
Têm sido feitos esforços para melhorar a liberdade de circulação entre os dois lados. Em abril de 2003, a República Turca do Chipre unilateralmente aliviou as restrições na fronteira, permitindo que os cipriotas atravessassem entre os dois lados pela primeira vez em 30 anos. Em março de 2008, um muro que tinha estado por décadas na fronteira entre a República de Chipre e a zona tampão das Nações Unidas foi demolido. A parede atravessava a rua Ledra, no coração de Nicósia e era visto como um forte símbolo da divisão de 32 anos da ilha. Em 3 de abril de 2008, a rua Ledra foi reaberta na presença de autoridades cipriotas turcas. O Norte e o Sul relançaram as negociações de reunificação em 15 de maio de 2015.

## Geografia

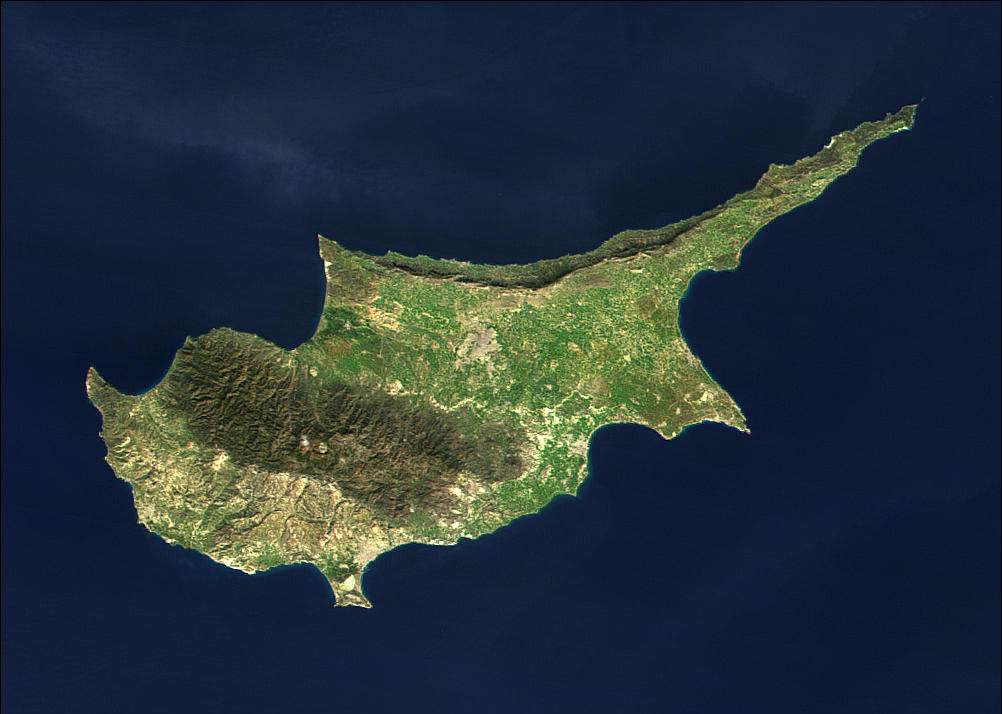
Imagem de satélite do território cipriota

Chipre é uma das grandes ilhas do mar Mediterrâneo (com a Sicília, Sardenha, Córsega e Creta), a mais oriental de todas, localizada entre a costa sul da Anatólia e a costa mediterrânica do Médio Oriente. Geograficamente, pertence à Ásia, embora culturalmente e historicamente seja um misto de elementos europeus e asiáticos, com os europeus a predominar, dado o seu passado grego e os dois terços actuais de população de origem grega.
A ilha é montanhosa, com duas zonas acidentadas separadas por um vale amplo (a Mesaoria), onde se ergue a capital, Nicósia. A sudoeste erguem-se os montes Troodos, que albergam o ponto mais elevado da ilha, o monte Olimpo, com 1 953 metros de altitude. A norte erguem-se os montes Pentadactylos, uma cordilheira bastante estreita que começa na costa norte e que se prolonga para leste na longa península que confere à ilha a sua forma característica. Há também pequenas planícies costeiras no sul. Nicósia é a maior cidade e a capital quer do estado reconhecido internacionalmente, quer da República Turca de Chipre do Norte. Outras cidades importantes são Limassol na parte grega e Famagusta na parte ocupada.

### Clima
O Chipre tem um clima subtropical mediterrâneo e semiárido (na parte norte-oriental da ilha), com invernos muito suaves (na costa) e verões quentes. A neve só é registrada nas Montanhas Troodos, na parte central da ilha. A chuva ocorre principalmente no inverno, sendo que o verão que é geralmente seco.
O país tem um dos climas mais quentes da parte mediterrânica da União Europeia. A temperatura média anual na costa é de cerca de 24 °C durante o dia e 14 °C à noite. Geralmente, os verões duram cerca de oito meses, com início em abril, com temperaturas médias de 21-23 °C durante o dia e 11-13 °C à noite, terminando em novembro com temperaturas médias de 22-23 °C durante o dia e 12-14 °C à noite, embora nos restantes quatro meses possam-se registrar temperaturas, por vezes, superiores a 20 °C.

## Demografia

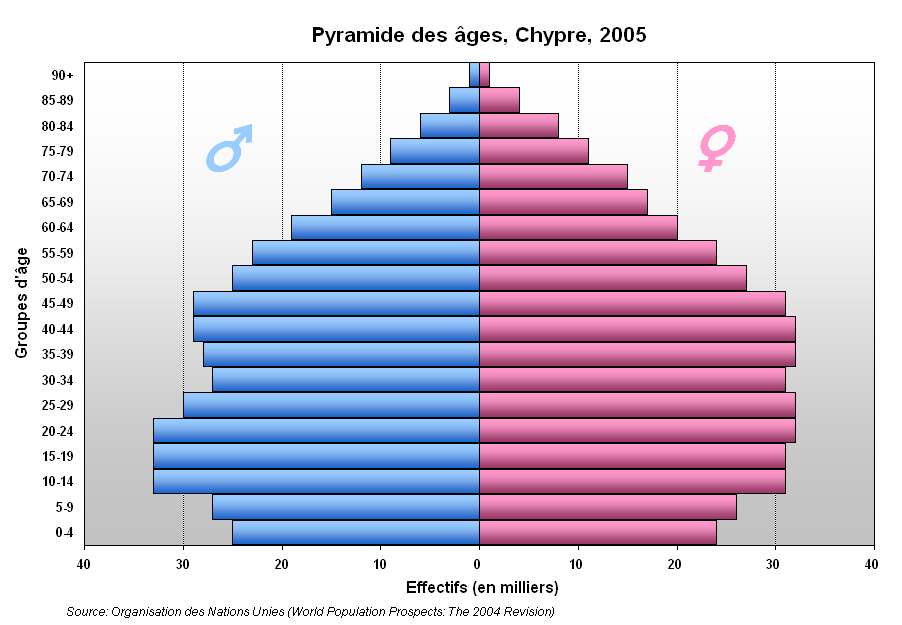
Pirâmide etária do Chipre

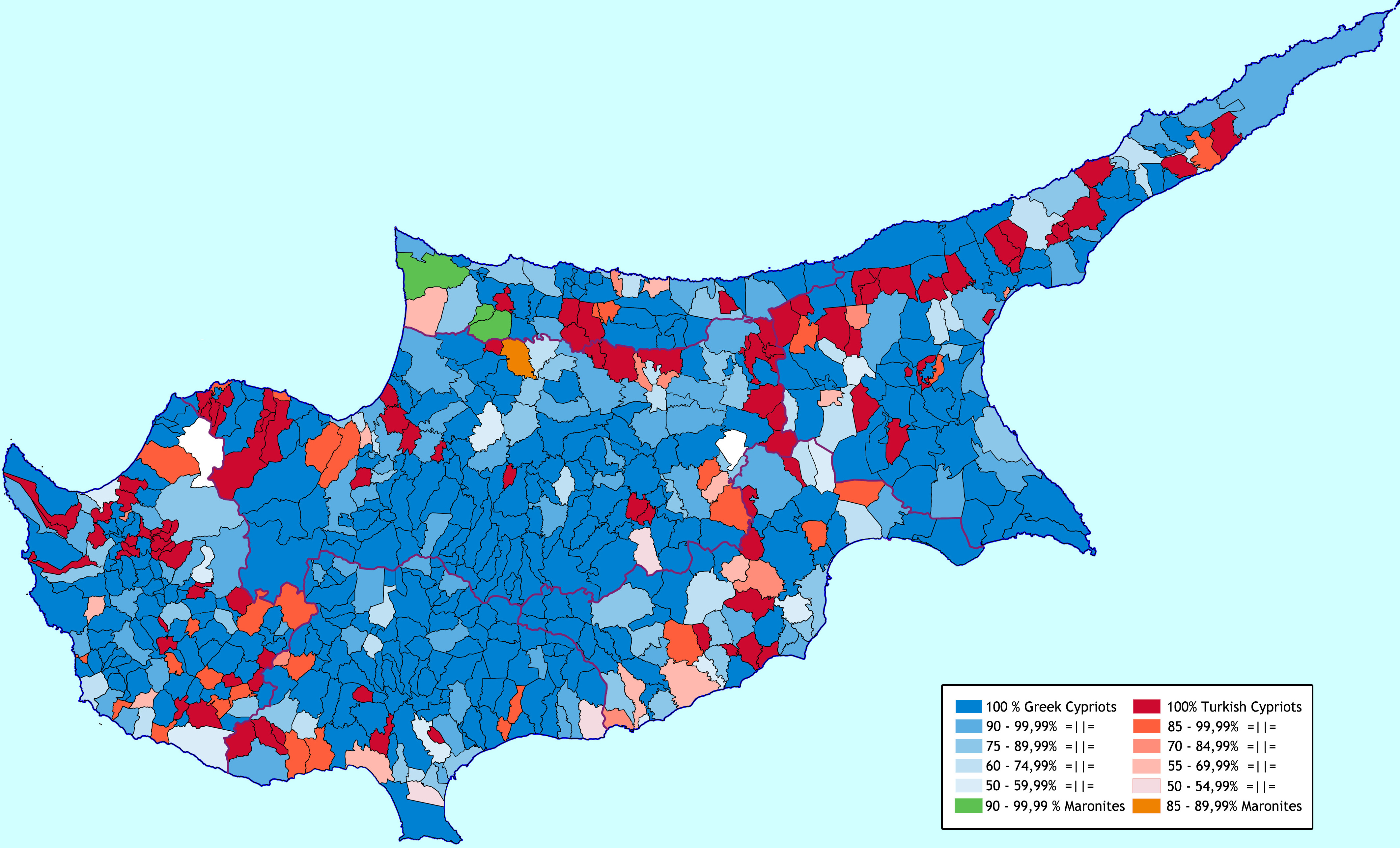
Distribuição populacional de Chipre em 1960

### Idiomas
Os cipriotas gregos e turcos compartilham muitos costumes, mas mantêm sua etnicidade baseada na religião, idioma e outros fortes laços com suas respectivas terras maternas. O grego é falado predominantemente no sul, enquanto o turco predomina no norte. Esta delimitação das linguagens só corresponde ao período presente, devido à divisão da ilha depois de 1974, a qual implicou uma expulsão dos cipriotas gregos do norte e um movimento análogo dos cipriotas turcos desde o sul. No entanto, historicamente, o grego (em seu dialecto cipriota) era falado por 82% da população aproximadamente, a qual estava regularmente distribuída ao longo de toda o área de Chipre, tanto no norte como no sul. De maneira similar, os falantes turcos estavam distribuídos também de maneira regular.

### Composição étnica
De acordo com o CIA World Factbook, em 2001 os cipriotas gregos compunham 77% da população, enquanto os cipriotas turcos representavam 18% e outros os restantes 5% da população cipriota. Na época do censo de 2011, havia 10 520 russos no Chipre.
De acordo com o primeiro recenseamento da população após a declaração de independência, realizado em dezembro de 1960 e que cobriu toda a ilha, o Chipre tinha uma população total de 573 566; dos quais 442 138 (77,1%) eram gregos, 104 320 (18,2%) turcos e 27 108 (4,7%) outros.
Devido às tensões étnicas entre 1963 e 1974, um censo em toda a ilha era considerado impossível. No entanto, os cipriotas gregos realizaram um em 1973, sem a população cipriota turca. De acordo com este censo, a população cipriota grega era de 482 000 pessoas. Um ano mais tarde, em 1974, do Departamento de Estatística e Investigação do governo cipriota estimou a população total de Chipre em 641 000 habitantes, dos quais 506 000 (78,9%) eram gregos e 118 000 (18,4%) turcos. Após a divisão da ilha em 1974, os gregos realizaram outros quatro censos: em 1976, 1982, 1992 e 2001; estes excluíram a população turca que era residente na parte norte da ilha.

### Religião
A maioria da população de Chipre é cristã, sendo esta religião seguida por 72% dos cipriotas. Quase todos os cipriotas gregos são membros da Igreja Ortodoxa Grega e Igreja Ortodoxa de Chipre.

## Governo e política

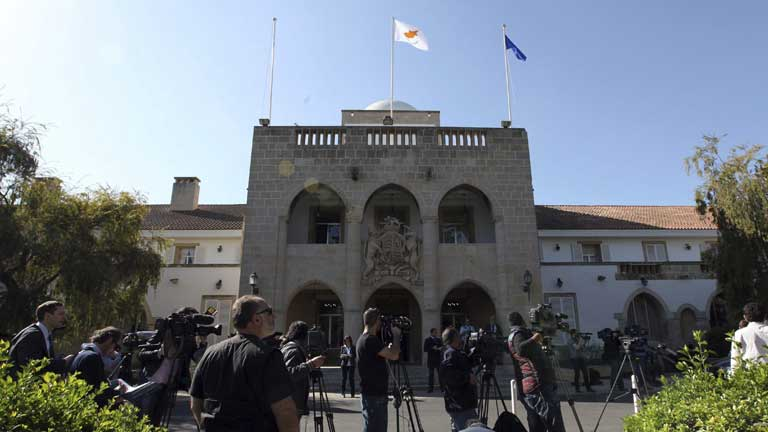
Palácio presidencial em Nicósia

Chipre é uma república, com um sistema presidencialista de governo. O presidente é o chefe de estado e de governo, nomeando e liderando o Conselho de Ministros, que exerce o poder executivo. O presidente é eleito por 5 anos, por sufrágio directo e universal. O poder legislativo é exercido pela Câmara dos Representantes. Os deputados são eleitos democraticamente por um sistema uninominal, de 5 em 5 anos. Os deputados são só cipriotas gregos. Os representantes da denominada República Turca de Chipre do Norte não são reconhecidos internacionalmente.

### Símbolos nacionais

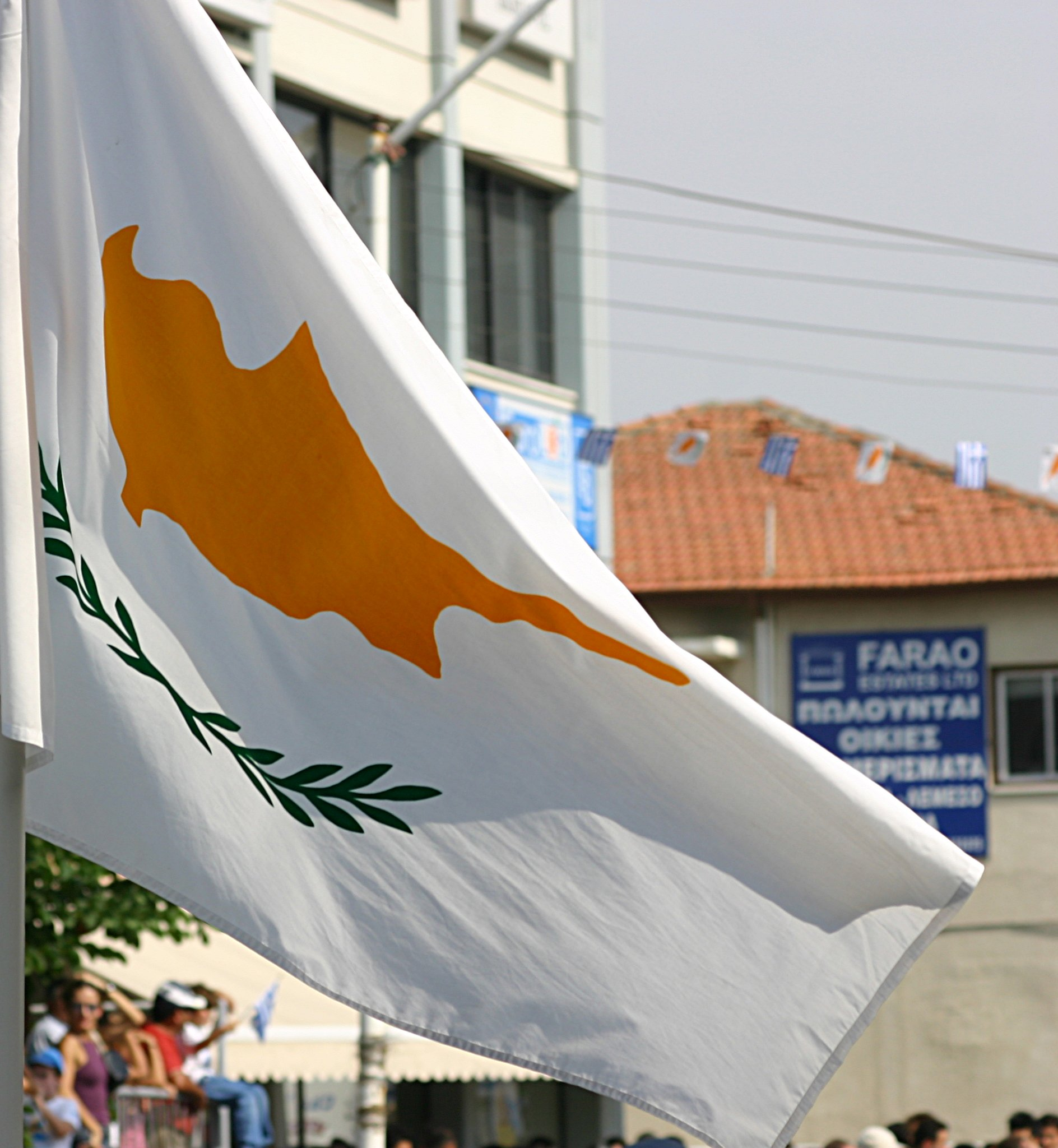
Bandeira do Chipre

A atual bandeira nacional de Chipre foi adotada a 16 de agosto de 1960. Mostra um mapa de toda a ilha por cima de dois ramos de oliveira.
O brasão de armas de Chipre representa uma pomba que transporta um ramo de oliveira (um conhecido símbolo da paz) sobre 1960, o ano da independência dos cipriotas em relação ao Reino Unido. O fundo é um cobre-cor amarela; o presente simboliza os grandes depósitos de minério de cobre em Chipre (principalmente sob a forma de chalcopyrite, que é de cor amarela).
Tanto o hino nacional de Chipre como o da Grécia foram extraídos de um longo poema de 158 estrofes, todavia somente as duas primeiras são parte oficial da composição musical. O texto foi escrito por Dyonísios Solomós e musicado por Nikolaos Mantzaros, tendo sido oficialmente adotado em 1864. Trata-se de uma ode à liberdade alcançada em 1821, após séculos de domínio otomano.

### Relações internacionais
O Chipre é um membro das Nações Unidas, assim como a maioria de suas agências, bem como da Commonwealth, Banco Mundial, Fundo Monetário Internacional e Conselho da Europa. Além disso, o país assinou o Acordo Geral de Tarifas e Comércio (GATT). O país é membro da União Europeia desde 2004 e na segunda metade do 2012 ocupou a presidência do Conselho da União Europeia.

### Forças Armadas
A Guarda Nacional cipriota é a principal instituição militar da República de Chipre. É uma força de armas combinadas, com elementos terrestres, aéreos e navais. Historicamente, todos os homens eram obrigados a passar 24 meses servindo na Guarda Nacional após seu 17º aniversário, mas em 2016 esse período de serviço obrigatório foi reduzido para 14 meses. Anualmente, aproximadamente 10 000 pessoas são treinadas em centros de recrutamento. Dependendo da especialidade concedida, os recrutas conscritos são então transferidos para campos de treinamento de especialidades ou unidades operacionais.
Enquanto até 2016 as forças armadas eram baseadas principalmente em recrutas, desde então uma grande instituição de recrutas profissionais foi adotada (ΣΥΟΠ) que, combinada com a redução do serviço de conscritos, produz uma relação aproximada de 3:1 entre conscritos e profissionais alistados.

## Subdivisões
Chipre divide-se em 6 distritos (em grego, επαρχίες — eparkhíes). As capitais possuem os mesmos nomes. Os distritos são:

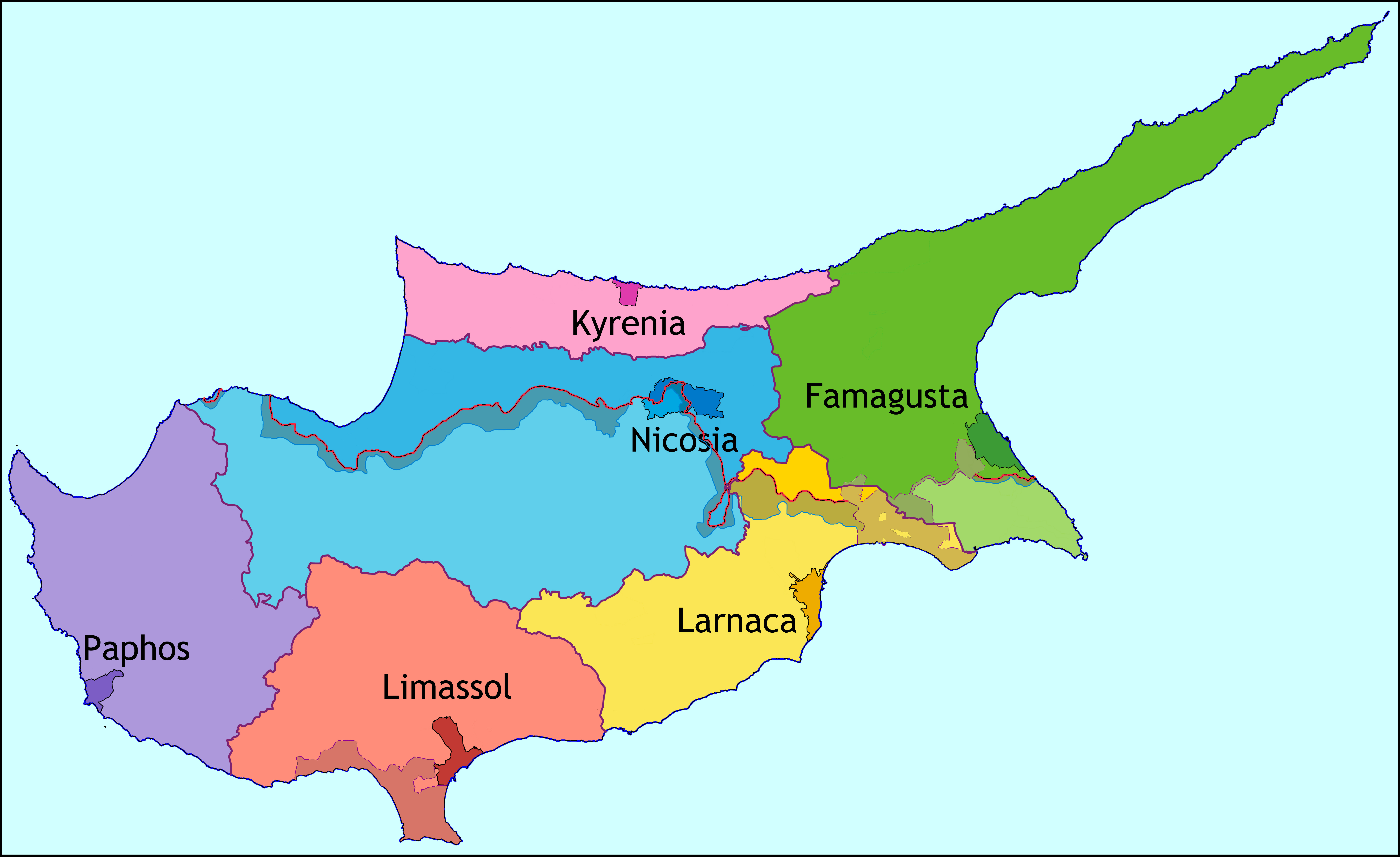
Subdivisões de Chipre

| Distrito  | Grego                    | Turco            |
| --------- | ------------------------ | ---------------- |
| Famagusta | Αμμόχωστος (Ammókhostos) | Gazimağusa       |
| Cirênia   | Κερύvεια (Kerýneia)      | Girne            |
| Lárnaca   | Λάρνακα (Lárnaka)        | Larnaka          |
| Limassol  | Λεμεσός (Lemesós)        | Limasol/Leymosun |
| Nicósia   | Λευκωσία (Lefkosía)      | Lefkoşa          |
| Pafos     | Πάφος (Páfos)            | Baf              |

### Enclaves e exclaves

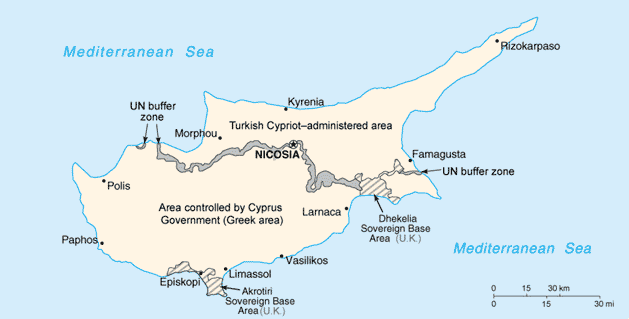
Divisões internas do Chipre

O Chipre tem quatro exclaves, todos em território que pertence à zona de soberania britânica de Deceleia. Os dois primeiros são as aldeias de Ormidhia e Xylotymbou. O terceiro é o Estação de Energia de Deceleia, que é dividida por uma estrada britânica em duas partes. A parte norte é o assentamento de refugiados EAC. A parte sul, embora localizado junto ao mar, também é um exclave porque não tem águas territoriais próprias, sendo águas britânicas.
A zona tampão da ONU esbarra em Deceleia e segue a partir de seu lado leste e está ligada ao resto da Dhekelia por um fino corredor de terra. Nesse sentido, a zona tampão transforma a área de Paralimni, na parte sudeste da ilha, em um exclave de facto, embora não de jure.

## Economia

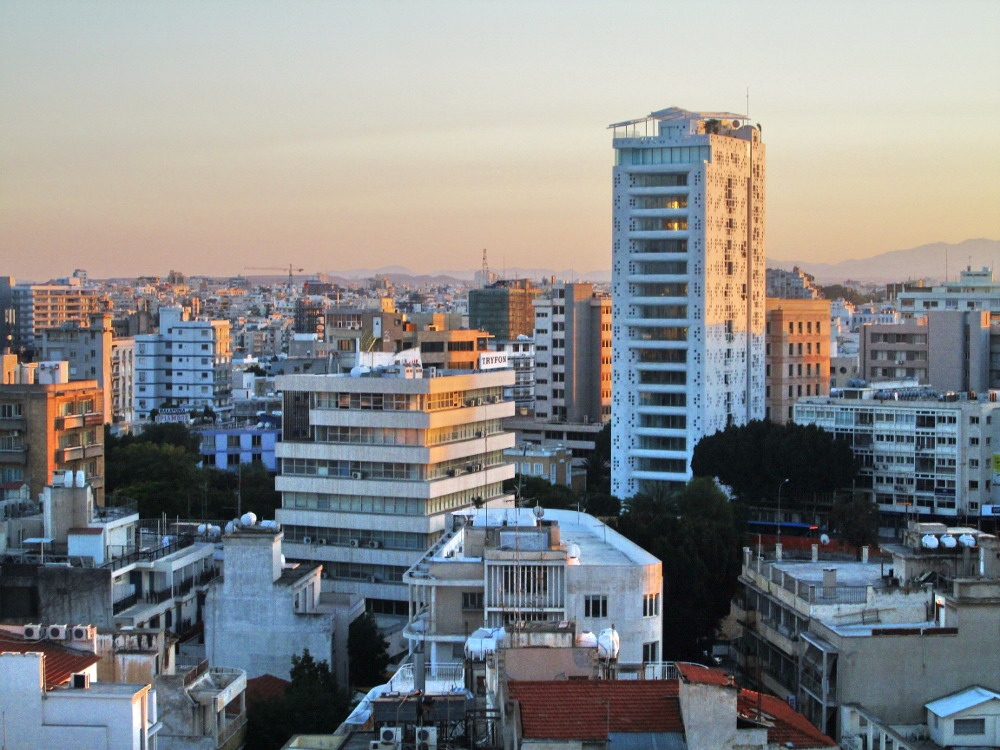
Centro de Nicósia

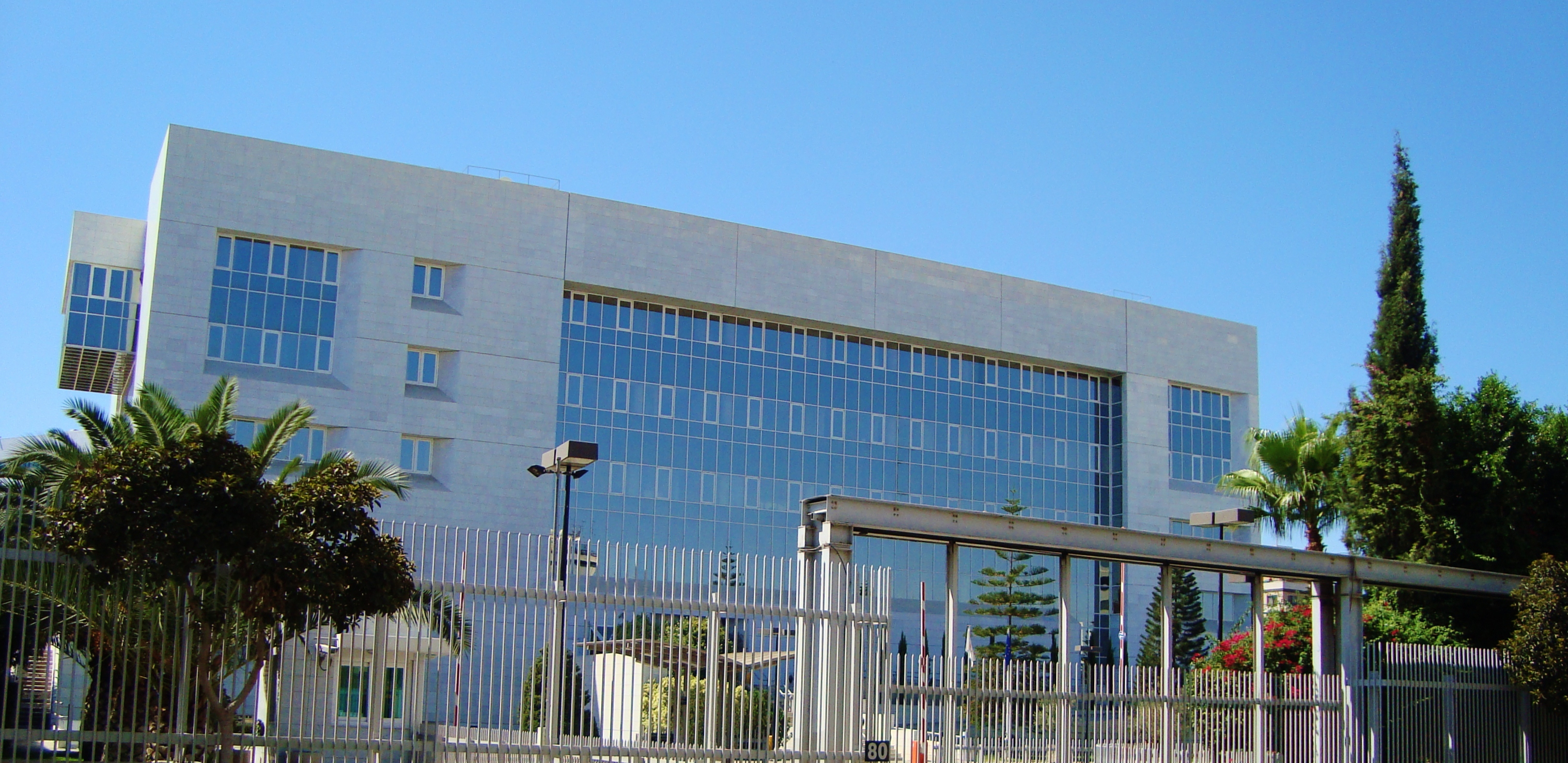
Banco Central do Chipre

No início do século XXI a economia cipriota tornou-se mais diversificada e próspera. No entanto, em 2012 começou a ser afetada pela crise da dívida pública da Zona Euro. Em junho de 2012, o governo cipriota anunciou que iria precisar de 1,8 bilhão de euros em ajuda externa para apoiar o Banco Central do Chipre, o que foi seguido por um rebaixamento pela Fitch. A Fitch disse Chipre seria necessário um adicional de 4 bilhões de euros para apoiar os seus bancos e o rebaixamento foi devido, principalmente, à exposição do Banco Central, do Banco Popular e do Banco Helênico, os três maiores bancos do país, à Crise da dívida pública da Grécia.
A crise financeira cipriota de 2012-2013 levou a um acordo com o Eurogrupo em março 2013 para dividir o segundo maior banco do país, o Banco Popular do Chipre (também conhecido como Laiki Bank), em um banco que seria absorvido pelo Banco de Chipre. Em troca de um resgate de 10 bilhões de euros da Comissão Europeia, do Banco Central Europeu e do Fundo Monetário Internacional (FMI), muitas vezes referidos em conjunto como a "troika", o governo cipriota foi obrigado a impor um corte significativo sobre depósitos não segurados, uma grande proporção de que eram detidos por russos ricos que usavam Chipre como um paraíso fiscal. Os depósitos segurados de 100 mil euros ou menos não foram afetados.
De acordo com o FMI estima, o seu PIB per capita (ajustado ao poder de compra) em 30.769 de dólares, um pouco acima da média da União Europeia. O Chipre tem sido procurado como uma base por várias empresas offshore por suas baixas taxas de imposto. O turismo, os serviços financeiros e os transportes são partes importantes da economia. A política econômica do governo cipriota tem-se centrado no atendimento aos critérios de admissão à União Europeia. O governo local adotou o euro como moeda nacional em 1 de janeiro de 2008.

### Turismo

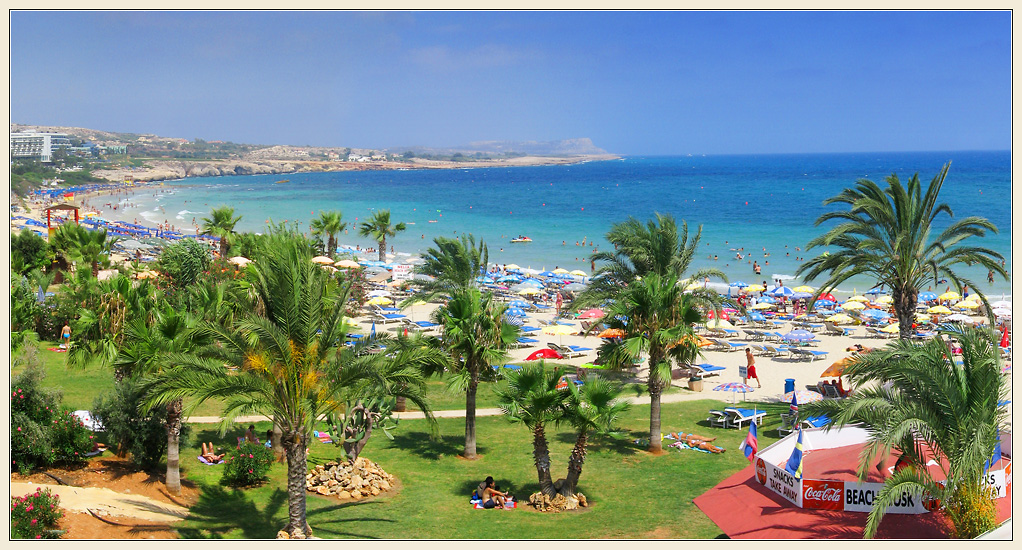
Praia de Ayia Napa

O turismo em Chipre ocupa uma posição dominante na economia local. A indústria do turismo tem um impacto econômico e cultural significativo no Chipre. Em 2006, o setor contribuiu com 10,7% do PIB cipriota, que em termos reais renderam 5,4 milhões de dólares ao país no mesmo ano. Em 2006, foi estimado que o turismo gerou cerca de 113 mil postos de trabalho, no entanto, devido à recente crise financeira cipriota o número de empregos no setor teve uma diminuição.
Com mais de 2 milhões de turistas por ano, é o 40º destino mais popular no mundo. No entanto, quando ajustado à população, o país sobe para a sexta posição. O Chipre tornou-se um membro pleno da Organização Mundial de Turismo quando a instituição foi criada em 1975.
De acordo com o Índice de Competitividade em Viagens e Turismo de 2013 do Fórum Econômico Mundial, a indústria do turismo cipriota ocupa o 29º lugar no mundo em termos de competitividade global. Em termos de infraestrutura turística, o turismo local ocupa o primeiro lugar no mundo.

## Infraestrutura

### Transportes

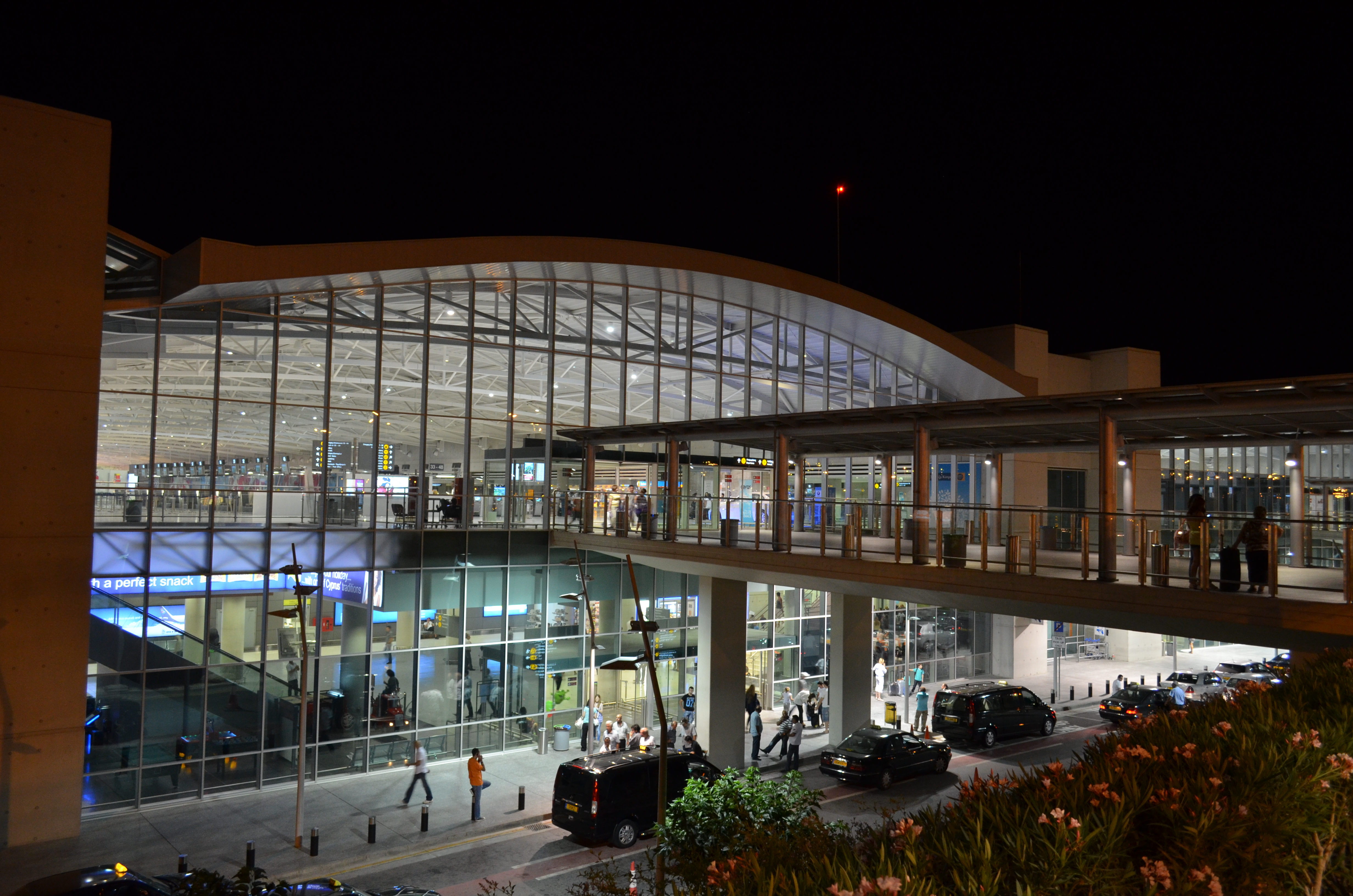
Aeroporto Internacional de Lárnaca

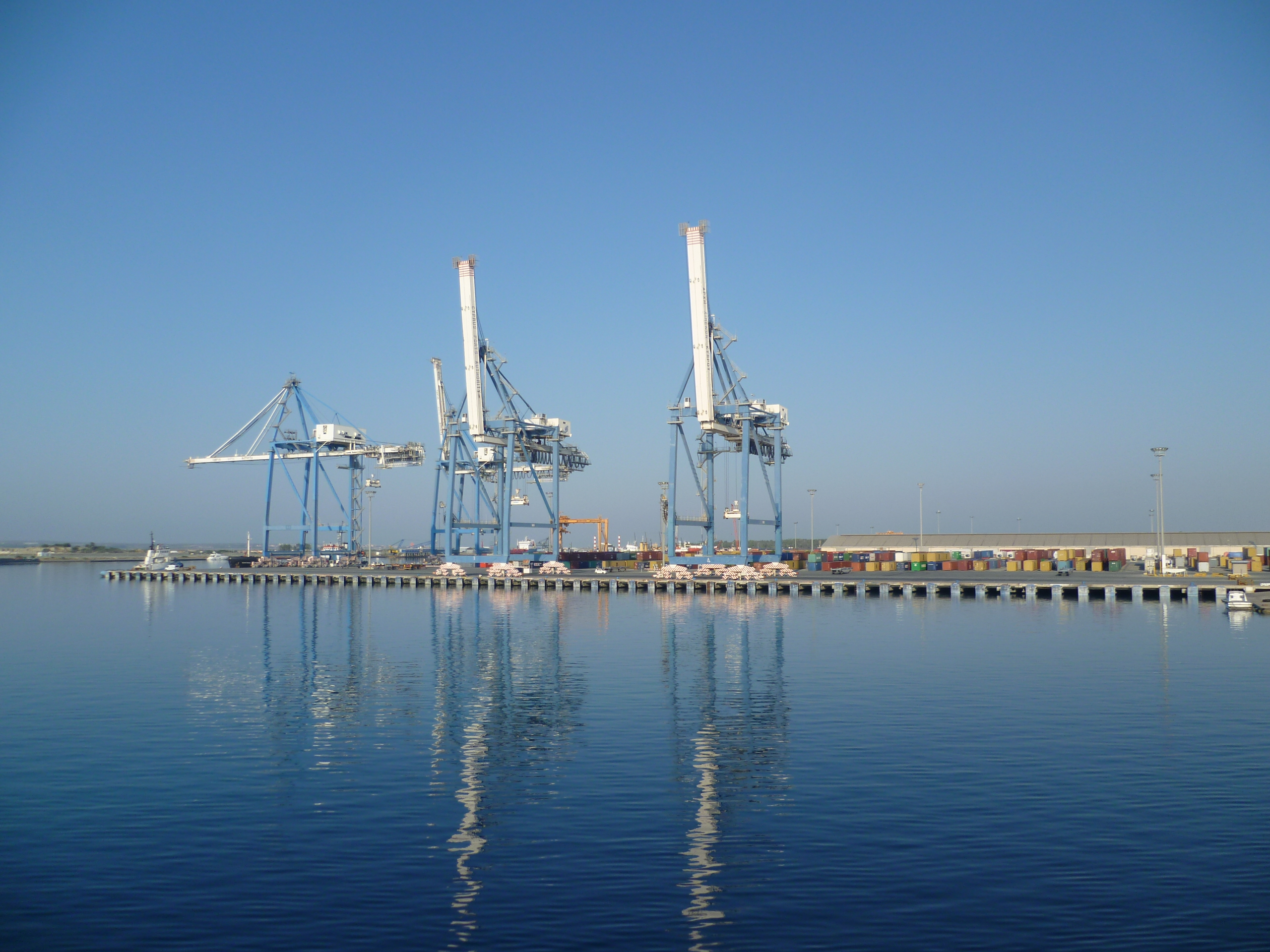
Porto de Limassol

Os meios de transporte disponíveis são por estrada, mar e ar. Dos 10 663 quilômetros de estradas na República de Chipre em 1998, 6 249 km eram pavimentados e 4 414 km não eram asfaltadas. Em 1996, a área sob ocupação turca tinha uma taxa semelhante de pavimentação, com cerca de 1 370 km de estrada asfaltadas e 980 km de terra. O Chipre é um dos únicos três países da União Europeia em que os veículos dirigem pelo lado esquerdo da estrada, um resquício da colonização britânica (os outros são Irlanda e Malta). Uma série de autoestradas atravessam ao longo da costa de Paphos a leste de Ayia Napa, com duas autoestradas que funcionam no interior para Nicósia, uma de Limassol e uma de Lárnaca.
O índice per capita de automóveis particulares é o 29º maior do mundo. Havia aproximadamente 344 mil veículos de propriedade privada e um total de 517 mil veículos automóveis registados na República de Chipre em 2006. Uma lei no país proíbe que, enquanto estiverem a conduzir, motoristas de qualquer tipo de automóvel consumam qualquer tipo de comida e bebida, inclusive água. Em 2006, foram anunciados planos para melhorar e ampliar os serviços de ônibus e outros transportes públicos em todo o país, com o apoio financeiro do Banco de Desenvolvimento da União Europeia. Em 2010 foi implementada uma nova rede de ônibus.
O Chipre tem vários heliportos e dois aeroportos internacionais: Aeroporto Internacional de Lárnaca e o Aeroporto Internacional de Pafos. Um terceiro aeroporto, o Aeroporto Internacional de Ercan, atua na área cipriota administrada pelos turcos com voos diretos apenas para a Turquia (os portos cipriotas turcos estão fechadas ao tráfego internacional para além da Turquia). O Aeroporto Internacional de Nicósia foi fechado desde 1974.
Os principais portos da ilha são Limassol e Larnaca, que recebem cargas, passageiros e navios de cruzeiro.

## Cultura

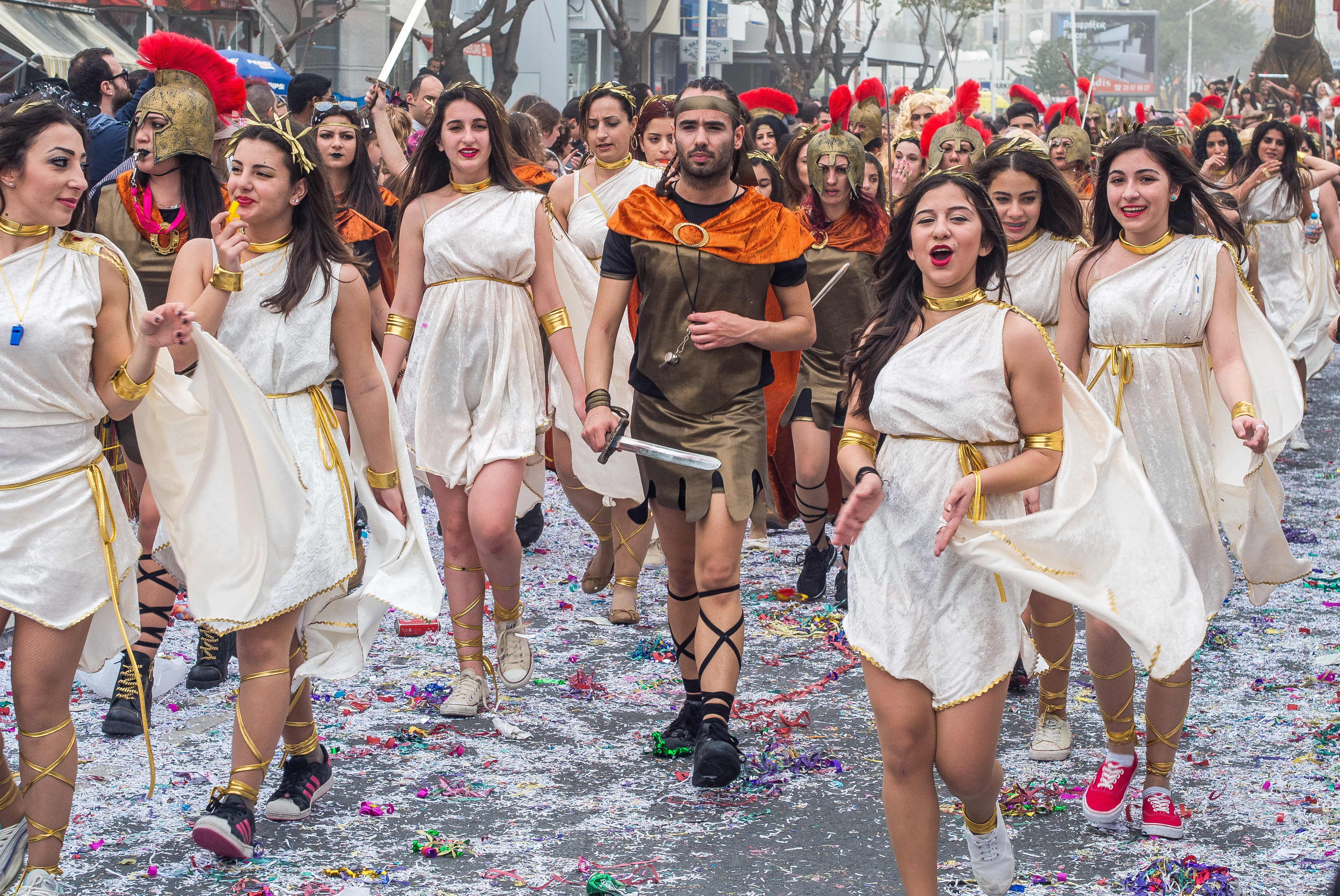
Carnaval de Limassol em 2014

Os cipriotas gregos e os cipriotas turcos compartilham muito em comum em sua cultura devido a intercâmbios culturais, mas também têm diferenças. Vários alimentos tradicionais (como souvla e halloumi) e bebidas são semelhantes, assim como expressões e modos de vida. Hospitalidade e compra ou oferta de alimentos e bebidas para convidados ou outros são comuns entre ambos. Em ambas as comunidades, a música, a dança e a arte são partes integrantes da vida social e muitas expressões artísticas, verbais e não verbais, danças tradicionais como tsifteteli, semelhanças nos trajes de dança e importância dada às atividades sociais são compartilhadas entre as comunidades. No entanto, as duas comunidades têm religiões e culturas religiosas distintas, sendo os cipriotas gregos tradicionalmente ortodoxos gregos e os cipriotas turcos tradicionalmente muçulmanos sunitas, o que dificultou parcialmente o intercâmbio cultural. Os cipriotas gregos têm influências da Grécia e do cristianismo, enquanto os cipriotas turcos têm influências da Turquia e do islamismo.
O Festival de Carnaval de Limassol é um carnaval anual que é realizado em Limassol. O evento, que é muito popular em Chipre, foi introduzido no século XX.